# Nowa Wola (powiat piaseczyński)
Nowa Wola (niem. Neu-Wola) – wieś sołecka w Polsce położona w województwie mazowieckim, w powiecie piaseczyńskim, w gminie Lesznowola.
W latach 1975–1998 miejscowość należała administracyjnie do województwa warszawskiego.
Od 1927 na terenie Nowej Woli działa jednostka ochotniczej straży pożarnej. W 2019 jednostka zakupiła średni samochód gaśniczy GBA na podwoziu Scania P360.